# Gabinet Prüm

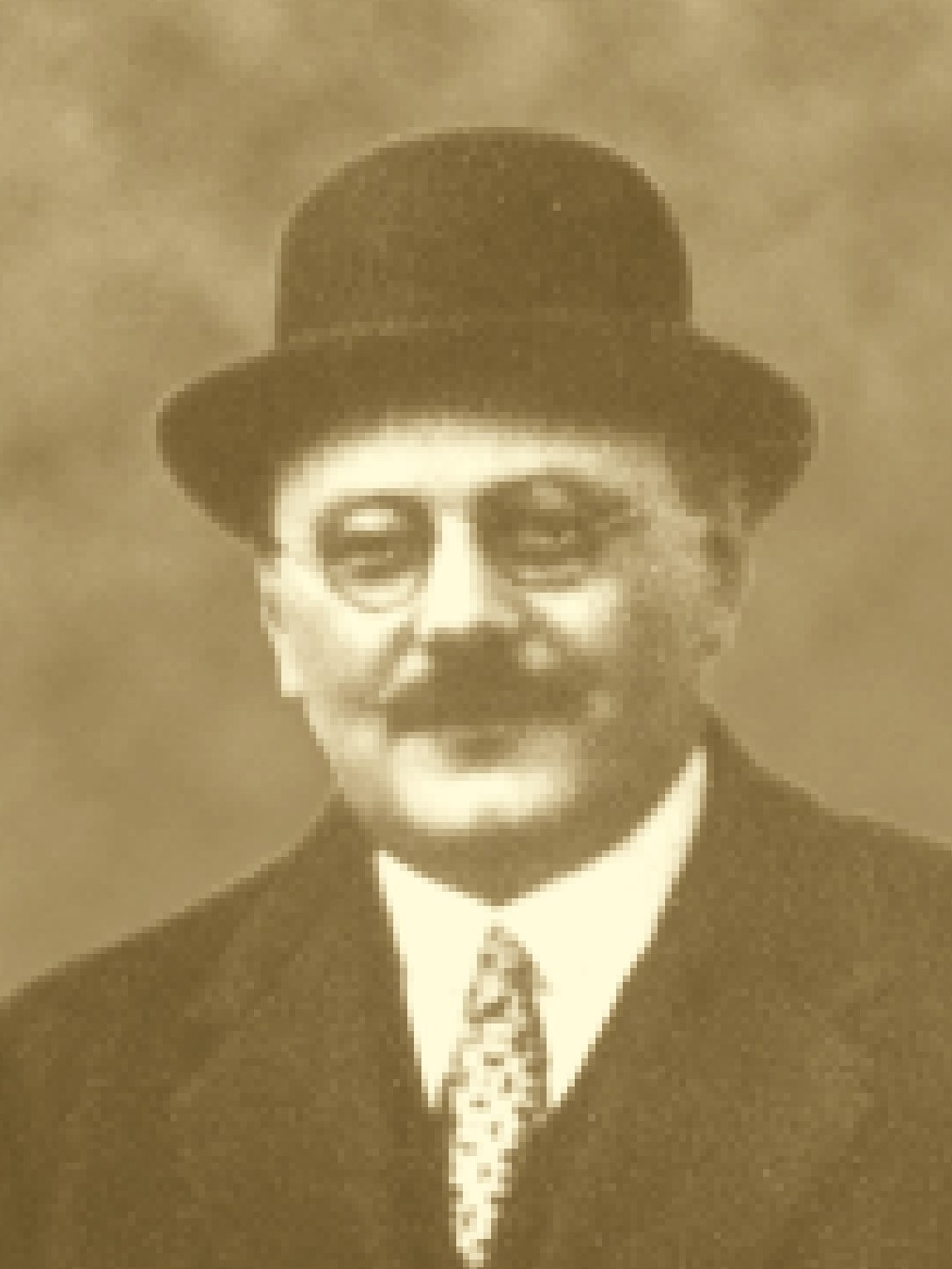
Fotografia de Pierre Prüm, que encapçalà el govern.

El Gabinet Prüm va formar el govern de Luxemburg del 20 de març de 1925 al 16 de juliol de 1926.
El gabinet es va formar després de les eleccions legislatives de l'1 de març 1925 i va ser recolzat pel Partit Nacional Independent, els liberals, els socialistes i del Partit de la Dreta. Pierre Prüm va renunciar el 16 de juliol 1926, ja que els liberals i els socialistes no van poder posar-se d'acord sobre un projecte de llei sobre les vacances dels treballadors.

## Composició
- Pierre Prüm: Primer Ministre, Cap de govern, Ministre d'Afers Exteriors, de l'Interior i d'Agricultura
- Norbert Dumont: Justícia i d'Obres Públiques
- Othon Decker: Ministre de Seguretat Social i Treball
- Étienne Schmit: Ministre de Finances i Educació